# Makhanda
Makhanda (tidligere Grahamstown) er en by i provinsen Eastern Cape i Sydafrika og administrationsby i kommunen Makana. Befolkningen i Grahamstown pr. 2003 var på 124.758 indbyggere.
Byen ligger cirka 130 km fra Port Elizabeth og 180 km fra East London. Her ligger Rhodes University, et bispesæde i anglikanske kirke i Sydafrika samt en højere domstol. Byen er ikke en del af South African Cities Network.

## Historie
Grahamstown blev grundlagt i 1812 som en militær udpost af oberstløjtnant John Graham som en del af forsøget på at sikre den østlige grænse af britisk tilstedeværelse i Kapkolonien mod xhosaerne. Grahamstown voksede i løbet af 1820'erne, da mange nybyggere og deres familier forlod tilværelsen som gårdbrugere for at etablere sig i sikrere erhverv. I løbet af få tiår blev byen Kapkoloniens største næst efter Cape Town. Den blev bispesæde i 1852.
Rhodes University College blev etableret i Grahamstown i 1904 gennem en gave fra Rhodes–fonden. Det blev fuldt anerkendt som universitet i 1951. I dag gives der undervisning i en række discipliner til over 6.000 studenter.
Da Unionen Sydafrika blev etableret blev Grahamstown High Court en lokal afdeling af den nyligt oprettede højesteret i Sydafrika (under Cape Town). Men efter nogle år blev domstolen opgraderet til en provinsiel afdeling og en underafdeling blev etableret i Port Elizabeth. Grahamstown rummer også på andre områder provinsielle myndigheder for Eastern Cape.
Grahamstown blev i 1994 en del af den nyligt oprettede provins Eastern Cape, mens Bhisho blev valgt som provinsiel hovedstad.

## Navneændring
Den 2. oktober 2018 blev Grahamstown officielt omdøbt til Makhanda efter krigeren og profeten Makhanda. Byen var tidligere opkaldt efter John Graham som optrådte meget brutalt overfor den lokale xhosa-befolkning. På baggrund af en anbefaling fra Sandheds- og forsoningskommissionen i Sydafrika om at ændre stednavne som en "symbolsk erstatning" for at adressere en uretfærdig fortid, blev det i 2018 besluttet at ændre byens navn fra Grahamstown til Makhanda til minde om Makhanda i anerkendelse af hans mislykkede angreb mod bosættelsens garnison i 1819.